# Амеді Рейберн
Амеді Рейберн (англ. Amedee Reyburn, 25 березня 1879 — 10 лютого 1920) — американський плавець і ватерполіст.
Призер Олімпійських Ігор 1904 року.